# Ugly Kid Joe

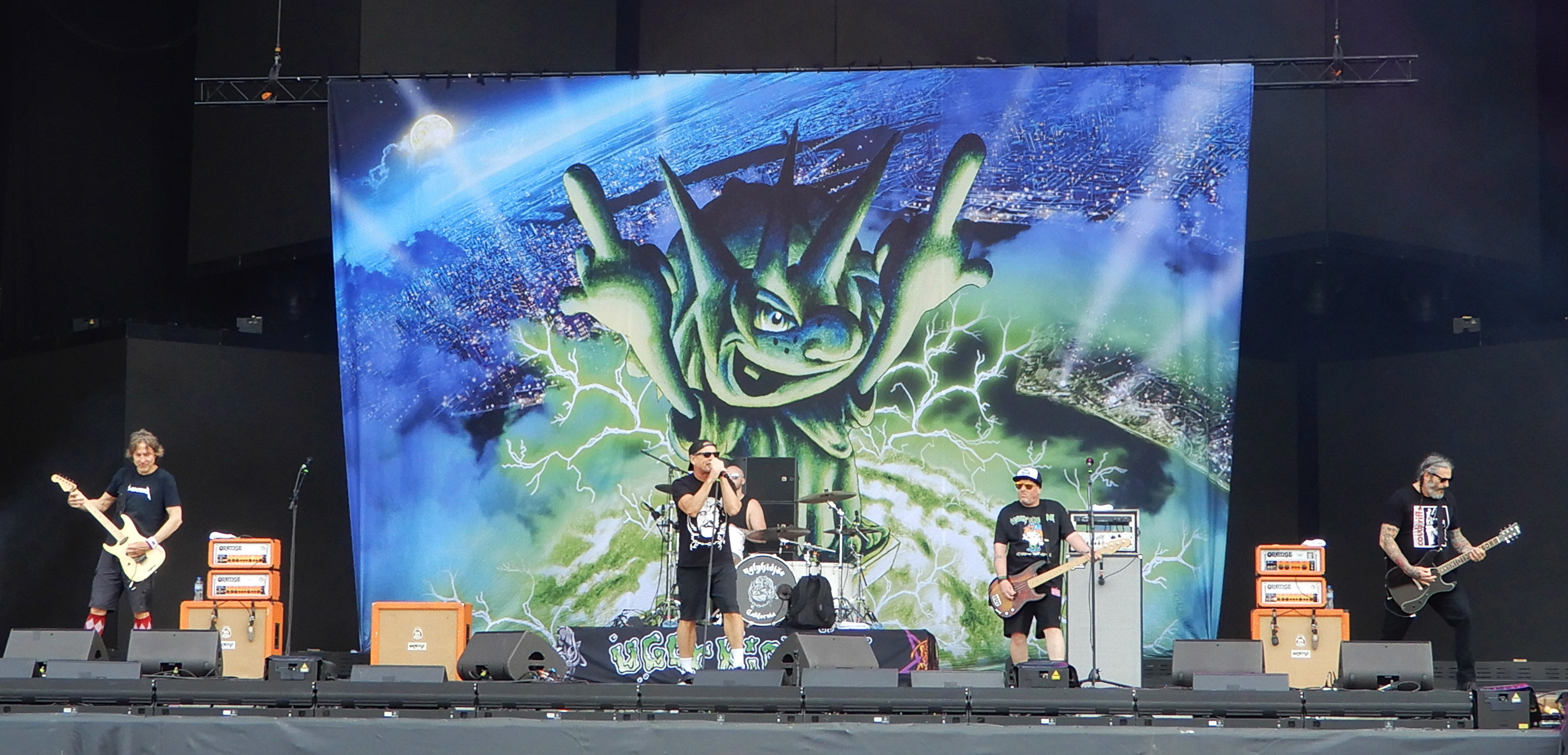
Ugly Kid Joe au Hellfest 2022

Ugly Kid Joe est un groupe de heavy metal et hard rock américain, originaire d'Isla Vista, en Californie. Il est formé en 1989.
En date, Ugly Kid Joe compte quatre albums studio, trois compilations, deux EPs et un grand nombre de lives non officiels. Leurs meilleures ventes, As Ugly as They Wanna Be (1991) et America's Least Wanted (1992), sont certifiés double disque de platine par la RIAA ; le premier est notable pour être devenu le premier EP certifié disque de platine. Le groupe se sépare en 1997, mais annonce une réunion en 2010.

## Biographie

### Débuts et succès (1992–1996)
Le groupe est un quintette, constitué par le chanteur Whitfield Crane et son ami le guitariste Klaus Eichstadt. Le premier batteur Mark Davis, le second guitariste Roger Lahr, et le bassiste Cordell Crockett ne rejoignirent le groupe qu'à partir de 1991. Si au départ le groupe s'appelle Overdrive, le nom Ugly Kid Joe est un clin d'œil parodique au groupe glam metal Pretty Boy Floyd avec lequel ils auraient dû jouer. Le style moqueur et parodique est le fer de lance du groupe, et leur thème principal. Leurs textes sont une auto-critique de la société de consommation US en général, à l'instar des Simpsons. Ugly Kid Joe figure même dans la bande originale du film Wayne's World.
Le premier disque du groupe, l'EP As Ugly As They Wanna Be est un succès qui permet au groupe de fonder sa notoriété, notamment grâce au titre très célèbre Everything About You, largement diffusé sur les ondes radio à cette époque. Juste avant la sortie du premier album, America's Least Wanted, le second guitariste Roger Lahr quitte le groupe, mais est remplacé aussitôt par Dave Fortman. Cet album est un succès international. Les titres Everything About You et Madman 92, déjà présents sur l'EP, figurent aussi sur ce premier album.
On notera sur ce disque la reprise de Cat's in the Cradle de Harry Chapin, ainsi que la présence de Rob Halford, chanteur de Judas Priest, Stephen Perkins (Jane's Addiction) et Dean Pleasants (Infectious Grooves). À la suite du succès de America's Least Wanted, les membres d'Ugly Kid Joe fondent leur propre label, Evilution Records, sous lequel ils produisent les deux disques qui suivent : Menace to Sobriety et Motel California. Ugly Kid Joe sortira une compilation de ses meilleurs titres, puis les membres se sépareront amicalement en décembre 1996.

### Séparation et retour (1997–2009)
Whitfield Crane intègre Life of Agony pour une tournée d'un an en 1998, puis chante sur l'album Prince Valium de Medication en 2000. Par la suite, il a collaboré avec des membres du groupe Godsmack sur un nouveau projet appelé Another Animal, Dave Fortman participera en tant que producteur à de nombreux albums de metal de groupes comme Otep, Mudvayne, Evanescence, Superjoint Ritual, Simple Plan et Slipknot. Shannon Larkin est l'actuel batteur du groupe de metal Godsmack et d'Another Animal formé avec Whitfield Crane et d'autres membres de Godsmack. Klaus Eichstadt, quant à lui a collaboré avec un groupe de rap nommé Broughman.
Si le forum international UKJ se crée en janvier 2004 par DMJ (J.Goldman, un fan Israélien) où quelques membres tels que Roger Lahr, Dave Fortman, Cordell Crockett viennent parfois jeter un coup d'œil et chatter en privé; c'est en mai 2010 que le groupe annonce au monde sa reformation par l'intermédiaire de leurs pages MySpace et Facebook officielles.
Le nouvel EP, Stairway to Hell, est disponible en version numérique le 5 juin 2012, tandis que la version physique sortira un mois plus tard, le 9 juillet. Dans le but de promouvoir sa sortie, Ugly Kid Joe jouera une série de festivals d'été, y compris Sweden Rock Festival en Suède, Download Festival en Grande-Bretagne, Gods of Metal à Milan, Italie, et Belgrade Calling Festival en Serbie. Ils seront également en première partie de Guns N' Roses à Tel Aviv, Israël, le 3 juillet 2012.

### Uglier Than they Used To Be (UTTUTB)
Le 18 septembre 2015, sort le nouvel album d'Ugly Kid Joe depuis presque 20 ans intitulé UTTUTB sous la férule de Caroline Distribution. Le titre se veut un clin d’œil à As Ugly As They Wanna Be mais comprend 11 titres et est une production du line-up de 1995 avec la participation de Zac Morris et de Sony Mayo. D'autres noms du Rock viendront s'ajouter à cette création, comme Dallas Frasca (Papa Was A Rollin' Stone)  et Phil Campbell (Ace of Spade). La chanson The Enemy est un hommage au regretté Moish Brenman, disparu pendant l'enregistrement de Stairway to Hell et qui fut remplacé par Daniel Mercer pour les dessins des pochettes. Si la critique et les fans reconnaissent que l'album est très bon, le groupe n'en fera pas beaucoup  la promotion sur scène. Le set-list ne comprend qu'un, deux voire trois titres  de l'album sur vingt-deux chansons jouées en moyenne chaque soir. Au total seules Hell ain't Hard to Find, The Enemy, Under The Bottom, Ace of Spade, She's already gone auront été jouées sur les tournées 2016-2017 et toujours avec parcimonie.

## Logo et mascotte
Le logo du groupe est représenté à 50 % des albums par des lettres dégoulinantes de couleur verte. Seuls Menace to Sobriety, Motel California, Stairway to Hell et the Official Bootleg sont avec une autre police. Beaucoup de bootlegs dont les pochettes sont réalisées ou modifiées par Karaokeman (un membre du forum international) avec l'aide d'autres artistes fans du groupe sous le faux et inexistant label « Bootlegs Records » possèdent le logo originel du groupe dans des variantes de couleurs.
Le Ugly Kid Joe (Joe le sale gosse, ou Joe le laidron/ Le moche) serait une caricature de Whitfield Crane dessiné par son ami de collège MOISH BRENMAN qui était aussi le co-turn de Roger Lahr, directeur artistique de Consolidated Skateboards et génie du dessin personnalisé  sur skateboard. Ce dessin initié par Moish pour le EP du groupe représente donc un sale gosse avec un sourire narquois faisant un doigt d'honneur et dissimulant une bouteille de bière dans son dos. Par la suite Moish Brenman déclinera le Kid Joe sur d'autres thèmes comme la censure (le Kid Joe bâillonné, menotté, ficelé, la bouteille cassé et le boulet attaché au pied), les symboles touristiques US (l'Aigle USA et la statue de la Liberté); puis d'autres artistes reprendront la suite comme Marc Goldstein (pour So Damn Cool, Goddamn Devil) après d'obscurs désaccord entre Moish et Mercury Records ou Daniel Mercer (Stairway to Hell, Uglier Than They Used To Be) lorsque Moish décèdera lors des cessions de Stairway to Hell.
De nombreux dessins faits par Moish Brenman sont toujours inédits concernant Ugly Kid Joe; il semble qu'il avait pour projet d'étayer la mascotte avec d'autres personnages inspirés par les membres du groupe et leur entourage.
Il existe une multitude de variantes du Kid Joe faites gratuitement par des fans tels  KipLegends (alias I am the wolf), Marcos Moura, Vivien Hup, Karaokeman' pour les besoins de pochettes de bootlegs non officiels nouveaux ou anciens (dont les pochettes avaient déçus comme "Goddamn cool" ou le Best of 1 de mercury records). Ces dessins (sous le faux label Bootlegs Records) ne sont pas à but lucratif et ne servent que pour du matériel non officiel à l'usage des fans à des fins non-commercial. Chaque pochette de bootleg portant bien la mention interdisant leur commercialisation et les menaces de poursuites par leurs auteurs.

## Membres

### Membres actuels
- Whitfield Crane – chant (1989–1997, depuis 2010)
- Klaus Eichstadt – guitare, chœurs (1989–1997, depuis 2010)
- Cordell Crockett – guitare basse, chœurs (1991–1997, depuis 2010)
- Dave Fortman – guitare, chœurs (1992–1997,  depuis 2010)
- Zac Morris - batterie, percussions (depuis 2021)

### Anciens membres
- Mark Davis – batterie, percussions (1990–1993)
- Phil Hilgaertner – guitare basse, chœurs (1989–1991)
- Jonathan Spauldin - batterie, paroles (1989–1990)
- Eric Phillips - guitare solo, paroles (1989–1990)
- Roger Lahr – guitare, chœurs (1991–1992)
- Bob Fernandez – batterie, percussions (1994)
- Shannon Larkin – batterie, percussions (1994–1997, 2010-2021)
- Sony Mayo - guitare, chœurs et ingénierie du son (2011-2015)

## Discographie

### Albums studio
- 1991 : As Ugly As They Wanna Be (EP)
- 1992 : America's Least Wanted
- 1995 : Menace to Sobriety
- 1996 : Motel California
- 2012 : Stairway to Hell (EP)
- 2015 : Uglier than They Used ta Be
- 2022 : Rad Wings of Destiny

### Best-of
- 1998 : The Very Best of Ugly Kid Joe : As Ugly As It Gets
- 2002 : Ugly Kid Joe : The Collection (Best of - import)
- 2016 : UGLY KID JOE  : Official Bootleg (Beat of remasterised - UKJ Records) Ed. Limitée (500 ex.)

### Reprises
- 1992 : Le groupe reprend Cat's in the Cradle d'Harry Chapin
- 1994 : Nativity in Black: A Tribute to Black Sabbath : compilation, hommage de divers artistes (Biohazard, Megadeth, White Zombie, Faith No More, Sepultura, Therapy?, Type O Negative...) au groupe de heavy metal Black Sabbath. Ugly Kid Joe reprend le titre N.I.B.)
- 1998 : Thunderbolt : Tribute to AC/DC (compilation-hommage de divers groupes reprenant certains titres du groupe australien AC/DC). Ugly Kid Joe reprend et adapte le titre Live Wire. Ce même titre figurera en 2000 sur le volume 8 d'une série de compilations dédiées aux reprises de grands groupes de rock-métal nommée Great Metal Covers.
- 2015 : Uglier than They Used ta Be : Ugly Kid Joe reprend Ace of Spades de Motörhead et "Papa was a Rollin'Stone".

Section photos, album intitulé 'Bootlegs UKJ' sur www.facebook.com/UKJFANFRANCE</ref-->.
-->